# 1793 dans le catholicisme
Chronologie du catholicisme
- 1789
- 1790
- 1791
- 1792
- 1793
- 1794
- 1795
- 1796
- 1797

Cet article présente les faits marquants de l'année 1793 dans le catholicisme.

## Évènements
- 20 octobre : Les prêtres réfractaires à la Constitution civile du clergé trouvés sur le territoire français sont condamnés à mort (Décret de l'Assemblée Nationale du 29 vendémiaire an II).
- 17 novembre : Début des Noyades de Nantes. Durant cette première noyade, environ 90 prêtres sont noyés par Guillaume Lamberty et ses hommes.

## Naissances
- 17 janvier : Antonio José Martínez, prêtre, éducateur, éditeur, fermier et homme politique américain († 27 juillet 1867)
- 21 janvier : Pierre-Sébastien Laurentie, journaliste et écrivain français, anti-libéral et catholique († 9 février 1876)
- 24 février : Joseph-Mathias Noirot, prêtre et enseignant français († 24 janvier 1880)
- 16 mars : Joseph-Marie Graveran, prélat et homme politique français, évêque de Quimper et Léon († 31 janvier 1855)
- 21 mars : Antoine Tarroux, prêtre français, fondateur de la Congrégation des Sœurs minimes de la Doctrine chrétienne († 20 décembre 1877)
- 16 juin : Marie de Sales Chappuis, religieuse visitandine française, cofondatrice des Oblats de Saint François de Sales († 7 octobre 1875)
- 10 août : Joseph Franz Allioli, prêtre, traducteur, exégète, théologien et homme politique allemand († 22 mai 1873)
- 21 août : Louis Querbes, prêtre français, fondateur des Clercs de Saint-Viateur, vénérable († 1er septembre 1859)
- 25 août : Jean-Aimé de Lévézou de Vezins, prélat français, évêque d'Agen († 11 avril 1867)
- 27 septembre : Denys Affre, prélat français, archevêque de Paris, tué lors des Journées de Juin († 27 juin 1848)
- 6 octobre : Thérèse Rondeau, religieuse française, fondatrice des Sœurs de Notre-Dame de la Miséricorde de Laval († 16 juillet 1866)
- 27 octobre : Pierre-Bienvenu Noailles, prêtre français, fondateur des Sœurs de la Sainte Famille de Bordeaux, vénérable († 8 février 1861)
- 24 novembre : Luigi Taparelli d'Azeglio, prêtre jésuite et auteur italien, créateur du terme de justice sociale († 21 septembre 1862)
- 28 novembre : Louis-Charles Féron, prélat français, évêque de Clermont († 24 décembre 1879)
- 30 novembre : Pierre De Meyer, prêtre jésuite belge, missionnaire aux États-Unis († 2 septembre 1878)
- 1er décembre : Guilherme Henriques de Carvalho, cardinal portugais, patriarche de Lisbonne († 15 novembre 1857)
- 23 décembre : Catherine Spalding, religieuse américaine, fondatrice des Sœurs de la charité de Nazareth († 20 mars 1858)
- 25 décembre : André Charvaz, prélat italien, archevêque de Gênes († 18 octobre 1870)
- 31 décembre : Jean-Jacques Guerrin, prélat français, évêque de Langres († 19 mars 1877)
- Date précise inconnue : Saint Augustin Pak Chong-won, laïc et catéchiste coréen, martyr († 31 janvier 1840)

## Décès
- 16 janvier : Jean-Baptiste-Olivier-Placide de Méric de Montgazin, prêtre réfractaire et homme politique français (° 5 octobre 1720)
- 28 janvier : Alexandre César d'Anterroches, prélat français, dernier évêque de Condom (° 23 mars 1719)
- 15 février : Domenico Troili, prêtre jésuite et astronome italien (° 11 avril 1722)
- 16 février : Louis-Joseph-Crispin des Achards de La Baume, prélat français, dernier évêque de Cavaillon (° 25 août 1721)
- 6 mars : Giovanni Giacomo Onorati, prélat italien, évêque de Troia (° 19 janvier 1721)
- 11 mars : Antoine Alexandre Méchin, prêtre et homme politique français, massacré à Machecoul (° 13 janvier 1746)
- 26 mars : Francesco Carrara, cardinal italien de la Curie (° 5 novembre 1716)
- 29 mars : François Clément, religieux bénédictin et historien français (° 7 avril 1714)
- 15 avril : Ignacije Szentmartony, prêtre jésuite, géographe, explorateur et missionnaire croate (° 28 octobre 1718)
- 27 avril : Charles de La Cropte de Chanterac, prélat français, dernier évêque d'Alet (° 6 avril 1724)
- 4 mai : Bienheureux Jean-Martin Moyë, prêtre et missionnaire français, fondateur des Sœurs de la Providence (° 27 janvier 1730)
- 13 mai : Martin Gerbert, religieux bénédictin et historien de la musique allemand, prince-abbé de l'abbaye Saint-Blaise (° 12 août 1720)
- 14 mai : François Filiol, prêtre réfractaire français, martyr de la Révolution, serviteur de Dieu (° 22 août 1764)
- 7 juin : Vitaliano Borromeo, cardinal italien de la Curie (° 3 mars 1720)
- 2 septembre : Henri-Louis-René des Nos, prélat français, évêque de Verdun (° 8 janvier 1717)
- 3 septembre : Claude-Adrien Nonnotte, prêtre jésuite, prédicateur, polémiste et écrivain français (° 29 juillet 1711)
- 5 septembre : Claude Allier, prêtre réfractaire français, contre-révolutionnaire, exécuté (° date inconnue)
- 8 septembre : Martin-Joseph Dezitter, prêtre réfractaire français, contre-révolutionnaire, exécuté (° 5 juillet 1743)
- 19 septembre : Dominique Rabard, prêtre jureur français (° 1761)
- 22 septembre : 
  - Joseph de Montfalcon du Cengle, prélat savoyard, dernier archevêque de Tarentaise (° 12 février 1732)
  - Antoine Boniface Mougins de Roquefort, prêtre jureur et homme politique français (° 21 avril 1732)
- 27 septembre : Rafael Landivar, prêtre jésuite, écrivain et poète guatémaltèque (° 27 octobre 1731)
- 29 septembre : François Rozier, prêtre, botaniste et agronome français (° 23 janvier 1734)
- 4 octobre : Marin Pinelle, prêtre et homme politique français (° 9 février 1743)
- 8 octobre : Joseph-Marie Amiot, prêtre jésuite, astronome et historien français, missionnaire en Chine (° 8 février 1718)
- 11 octobre : 
  - Raniero Finocchietti, cardinal italien de la Curie (° 20 janvier 1715)
  - Jean-Charles-Vincent Giovio, prélat italien, archevêque d'Avignon (° 5 avril 1729)
- 13 octobre : Bienheureux Pierre-Adrien Toulorge, chanoine prémontré français, martyr de la Révolution (° 4 mai 1757)
- 30 octobre : Bienheureux Jean-Michel Langevin, prêtre réfractaire, martyr de la Révolution (° 28 septembre 1731)
- 31 octobre : Claude Fauchet, prélat français, évêque constitutionnel du Calvados, guillotiné (° 22 septembre 1744)
- 3 novembre : Jean-Julien Avoine, prélat français, évêque constitutionnel de Seine-et-Oise (° 17 septembre 1741)
- 12 novembre : Nicolas Bonnet, prélat français, évêque constitutionnel d'Eure-et-Loir (° 25 mars 1721)
- 30 novembre : Ambroise-Auguste Brin, prêtre réfractaire français, chef vendéen (° 30 novembre 1751)
- 4 décembre : Marcantonio Colonna, cardinal italien de la Curie (° 16 août 1724)
- 17 décembre : Appiano Buonafede, religieux célestin, philosophe, théologien et écrivain italien (° 4 janvier 1716)
- 18 décembre : Hyacinthe Rolland de Rengervé, prêtre réfractaire français, martyr de la Révolution (° 9 juillet 1756)
- 20 décembre : Louis-Joachim de La Roche-Saint-André, prêtre réfractaire français, martyr de la Révolution (° 1er octobre 1706)
- Date précise inconnue : 
  - Jean-Joseph Expilly, prêtre, historien et géographe français (° 17 décembre 1719)
  - Étienne-Joseph de Pavée de Villevieille, prélat et homme politique français, évêque de Bayonne (° 31 décembre 1739)